# Округ Камберланд (Илиноис)
Камберланд (енгл. Cumberland County) је округ у америчкој савезној држави Илиноис.

## Демографија
По попису из 2010. године број становника је 11.048, што је 205 (-1,8%) становника мање 2000. године.
| Група             | 2000.          | 2010.          |
| Белци             | 11.086 (98,5%) | 10.815 (97,9%) |
| Афроамериканци    | 12 (0,1%)      | 38 (0,3%)      |
| Азијати           | 17 (0,2%)      | 27 (0,2%)      |
| Хиспаноамериканци | 68 (0,6%)      | 75 (0,7%)      |
| Укупно            | 11.253         | 11.048         |